# جيرون ويليمز
جيرون ويليمز (بالهولندية: Jeroen Willems)‏ هو مغني ومؤدي وممثل هولندي، ولد في 15 نوفمبر 1962 في هولندا، وتوفي بنفس المكان في 3 ديسمبر 2012. من الجوائز التي نالها Louis d'Or (award) ‏ وGolden Calf for Best Supporting Role ‏ سنة 2010.

## أعمال

### أفلام
- (2004) أوشن 12[7]

## جوائز
- Louis d'Or (award) [الإنجليزية]‏
- Golden Calf for Best Supporting Role [الإنجليزية]‏ (2010)

## وصلات خارجية
- جيرون ويليمز على موقع IMDb (الإنجليزية)
- جيرون ويليمز على موقع ألو سيني (الفرنسية)
- جيرون ويليمز على موقع ميوزك برينز (الإنجليزية)
- جيرون ويليمز على موقع أول موفي (الإنجليزية)
- جيرون ويليمز على موقع قاعدة بيانات الأفلام السويدية (السويدية)
- جيرون ويليمز على موقع ديسكوغز (الإنجليزية)
- جيرون ويليمز على موقع قاعدة بيانات الفيلم (الإنجليزية)
- جيرون ويليمز على موقع كينوبويسك (الروسية)